# رومینا پاور

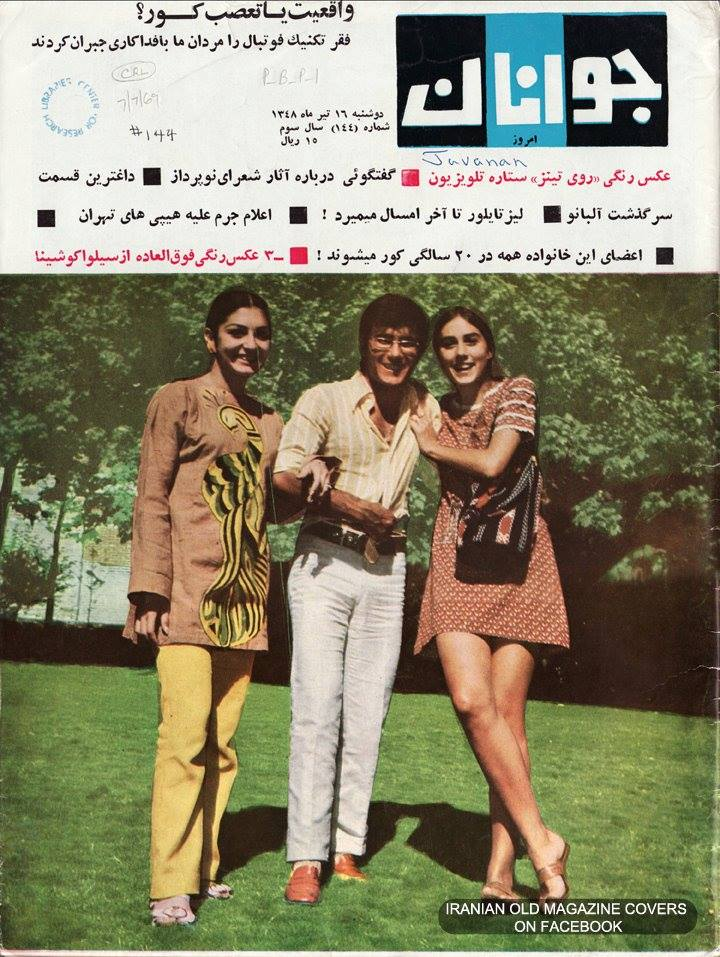
آلبانو کاریزی، رومینا پاور و گوگوش روی جلد نشریه جوانان شماره ۱۴۴ تیر ۱۳۴۸

رومینا پاور (انگلیسی: Romina Power؛ زادهٔ ۲ اکتبر ۱۹۵۱) یک خواننده، هنرپیشه، و تهیه‌کننده آمریکایی است. وی از سال ۱۹۶۵ میلادی تاکنون مشغول فعالیت بوده است.

## زندگی خصوصی

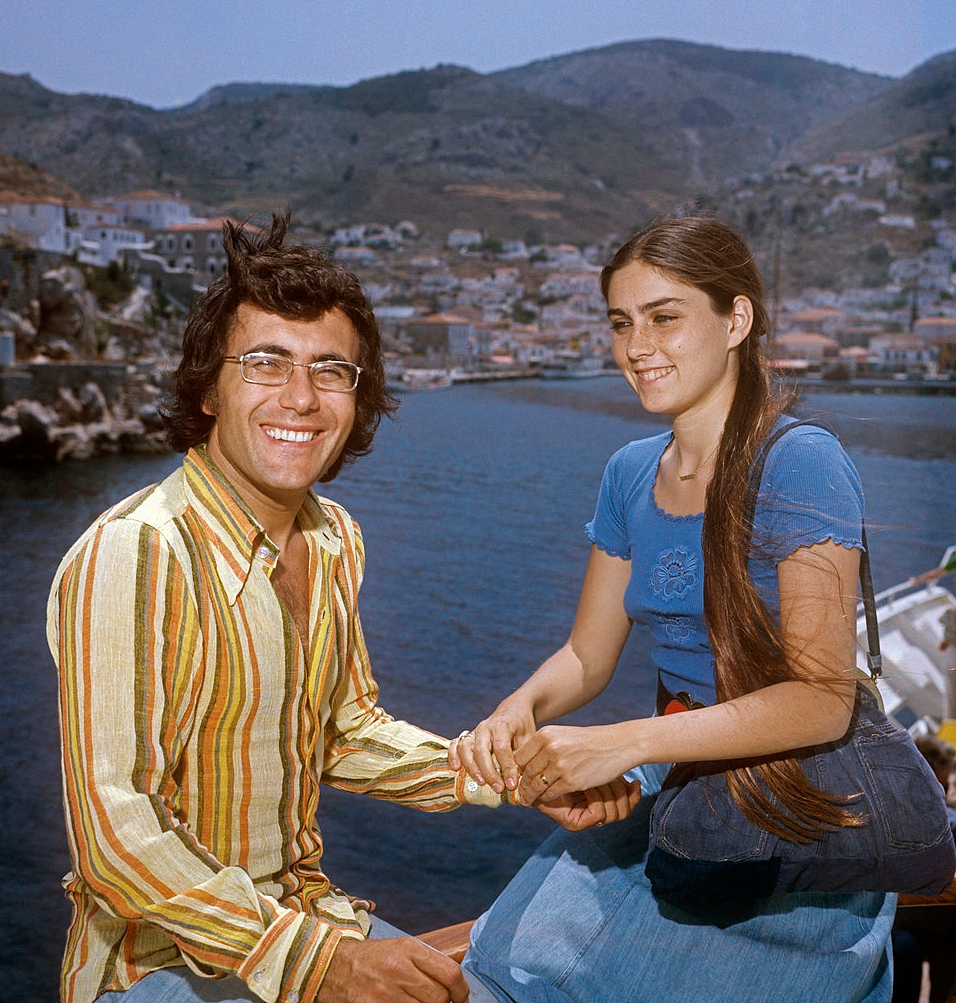
آلبانو کاریزی، رومینا پاور ۱۹۷۵ در یونان

رومینا و تارین پاور، خواهرش فرزندان تایرون پاور و لیندا کریستین هستند. رومینا پاور در سال ۱۹۷۰ با آلبانو کاریزی ازدواج کرد، آنها در ۱۹۶۹ به ایران نیز سفر کردند و در همان زمان عکسی از آنان در کنار گوگوش بر روی جلد مجلهٔ جوانان امروز منتشر شد. آنها در مسابقه آواز یوروویژن ۱۹۸۵ نماینده‌های ایتالیا بودند. زوج هنری در سال ۱۹۹۹ از یکدیگر جدا شدند ولی در ۲۰۱۳ همکاری حرفه‌ای خود را از سر گرفتند و آهنگ معروف فلیچیتا را دوباره اجرا نموده و کنسرت‌هایی به‌صورت مشترک در سالیان اخیر در سرتاسر دنیا باهم اجرا کرده‌اند.

## فیلم‌شناسی
فهرست برخی از فیلم‌هایی که رومینا پاور در آن‌ها به ایفای نقش پرداخته است:
- ۲۴ ساعت در زندگی یک زن (۱۹۶۸)
- ژوستین و مصائب پاکدامنی (۱۹۶۹)
- زنان سیری‌ناپذیر (۱۹۶۹)
- برو برو قصه‌ها (۲۰۰۷)
- کوچه کابوس (۲۰۲۱)